# Loạn luân tâm lý
Loạn luân tâm lý hay loạn luân bí mật (tiếng Anh: emotional incest, covert incest, hiếm hơn: psychic incest) là hình thức nuôi dạy trẻ trong đó người cha (mẹ) dùng trẻ để đáp ứng nhu cầu tình cảm của mình - thứ mà đáng lẽ người vợ (chồng) còn lại có nghĩa vụ đáp ứng. Khi trưởng thành, đứa trẻ có nguy cơ bắt chước một phần hành vi loạn luân với con mình. Thuật ngữ này miêu tả quan hệ tình cảm giữa người cha (mẹ) với trẻ và không có liên hệ tới lạm dụng tình dục dưới bất kỳ một nghĩa nào.

## Khái niệm
Loạn luận tâm lý được định nghĩa lần đầu tiên vào thập niên '80 dưới một hình thức lạm dụng tâm lý  trong đó mối quan hệ giữa người cha (mẹ, cha kế, mẹ kế) với trẻ không có liên quan tới loạn luân hay tình dục, mặc dù mối tình cảm này có thể gần giống với mối quan hệ giữa người yêu với nhau. Loạn luân tâm lý xảy ra khi quan hệ vợ chồng không còn được tốt và một trong hai áp đặt nhiệm vụ đáp ứng nhu cầu tình cảm với người còn lại (hay với một người trưởng thành khác) lên đứa trẻ. Khi đó, nhu cầu của chính đứa trẻ bị bỏ mặc và quan hệ giữa trẻ và người cha (mẹ) nói trên chỉ tồn tại dựa trên sự đáp ứng nhu cầu một chiều (trẻ cho cha/mẹ) mặc dù người cha (mẹ) này có thể không có ý thức về hành động áp đặt của mình.
Xích mích giữa hai vợ chồng không may, thường cổ vũ cho loạn luân tâm lý xảy ra, khi người vợ (chồng) không quan tâm đến người chồng (vợ) còn lại, khiến người còn lại này bắt đầu tập trung vào con mình. Đứa trẻ trở thành người bạn đời thay thế để đáp ứng nhu cầu cảm xúc cho người cha (mẹ.)
Một số chuyên gia cho rằng tác hại của loạn luân tâm lý có thể gần giống (dù ít hơn) của loạn luân, và Kenneth Adams - người đưa ra khái niệm, cho biết nạn nhân "loạn luân tâm lý" hay tức giận, cảm thấy tội lỗi trước cha mẹ mình; tự ti (lòng tự trọng kém,) mắc một chứng nghiện nào đó, cuối cùng là gặp khó khăn trong mối quan hệ tình cảm và tình dục.
Loạn luân tâm lý khiến trẻ mất đi khả năng bảo vệ khoảng cách cần thiết giữa trẻ với người khác và khả năng chăm sóc bản thân khi trẻ trưởng thành. Loại hình lạm dụng này, nhất là khi thực hiện bởi người cha (đối với bé gái) hay người mẹ (đối với bé trai) có thể trẻ (kể cả khi đã trưởng thành) liên tục gặp khó khăn với giới tính của mình (sinh học và xã hội) và khả năng xây dựng mối quan hệ lành mạnh khi trẻ lớn lên.
Nhà tâm lý học phân tích Marion Woodman miêu tả "loạn luân tâm lý" như một mối quan hệ không có đặt ra khoảng cách cần thiết, trong đó người cha (mẹ, hoặc cả hai) dùng trẻ để thay người vợ (chồng) còn lại đáp ứng nhu cầu tình cảm của mình nhưng lại không đáp ứng nhu cầu tình cảm của trẻ (mối quan hệ không cân bằng). Wooman cho rằng loạn luân tâm lý phá huỷ kinh nghiệm ban đầu của trẻ với "phức cảm cha mẹ" (trong tâm lý học phân tích, "phức cảm cha mẹ" được miêu tả như sự kết hợp giữa hình mẫu người cha và người mẹ khi trẻ mới sinh); theo bà, khi trẻ phải trải qua những hậu quả xấu của loạn luân tâm lý, trẻ khi trưởng thành có thể gặp gặp nhiều khó khăn trong mối quan hệ cá nhân (hoặc tình dục.)

## Yếu tố góp phần
Loạn luân tâm lý diễn ra nhiều hơn trong những gia đình có bạo hành, lạm dụng chất nghiện (substance abuse) và bệnh nhân tâm lý (hoặc tâm thần); hoặc trong gia đình di dân trong đó đứa trẻ là người liên lạc giữa gia đình và thế giới bên ngoài. 
Người vợ (chồng) đang bị bạo hành có thể sợ hoặc không được người chồng (vợ) còn lại đáp ứng nhu cầu căn bản (trong mối quan hệ vợ chồng).
Chứng nghiện rượu và những loại nghiện khác có thể liên quan tới loạn luân tâm lý.

## Chỉ trích
Một số nhà nghiên cứu cho rằng khái niệm "loạn luân tâm lý" đã làm mất ý nghĩa ban đầu của từ "loạn luân," rằng hành vi bạo hành trẻ em thực ra không có diễn ra nhiều.